# Soldadera

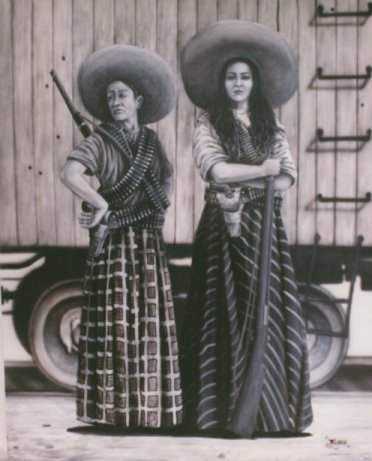
Vrouwelijke soldaten van de Mexicaanse revolutie

Soldaderas waren vrouwelijke soldaten gedurende de Mexicaanse Revolutie.
Evenals de mannelijke revolutionairen keerden ze zich tegen de dictatuur van Porfirio Díaz. Zij hadden nog een extra reden te vechten tegen Díaz, omdat deze het kleine beetje voortgang dat er bestond in vrouwenrechten ongedaan had gemaakt. De soldaderas hadden een dubbele taak; naast het vechten hielden zij zich ook bezig met huishoudelijke taken en het verplegen van gewonden.
Prominente soldaderas waren Dolores Jimenez y Muro en Hermila Galindo, die ook gelijke rechten voor vrouwen probeerden te bewerkstelligen. Aan het eind van de Mexicaanse Revolutie was er een voorzichtig begin gemaakt met het doorvoeren van rechten voor vrouwen. De gouverneurs Felipe Carrillo Puerto en Tomás Garrido Canabal voerden in hun staten het vrouwenkiesrecht in. Carrillo Puerto's zuster Elvira Carrillo Puerto was de eerste vrouw die in het parlement werd gekozen, en organiseerde in de jaren '20 en 30 verschillende feministische congressen.
De bekendste soldadera is La Adelita, die onderwerp is van een van de bekendste corridos (ballades) uit de tijd van de Revolutie. Het is echter niet zeker of zij echt heeft bestaan, hoewel er wel een bekende foto is van een soldadera in een trein die met Adelita geïdentifieerd wordt. Corridos als La Adelita hebben het beeld van soldaderas wel enigszins verstoord. In plaats van nadruk te leggen op de militaire en sociale rol die soldaderas speelden worden ze veel meer bezongen als seksuele wezens.